# WD 1145+017
WD 1145+017 или EPIC 201563164 — звезда в созвездии Девы. Находится на расстоянии около 476 световых лет (146 парсек или примерно 4,503⋅1015 км) от Солнца. Имеется как минимум одна экзопланета.
Объект ранее был звездой главной последовательности спектрального типа F0, прежде чем стал красным гигантом, а затем стадией белого карлика завершил период существования на главной последовательности и будет продолжать охлаждаться миллиарды лет в будущем. Звезда обладает массой 0,63 M⊙ и радиусом 0,012 R⊙ (1,31 R⊕). Он обладает температурой 15020 K и охлаждается в течение 224 млн лет. Для сравнения, Солнце обладает возрастом 4,6 млрд лет и температурой поверхности 5778 K.
Белый карлик первоначально не являлся целью исследования, но наблюдательные данные выявили наличие провалов на кривой блеска, поэтому были проведены исследования для поиска причин образования провалов. Аналогичный алгоритм применялся при обработке данных наблюдений телескопа Kepler в миссии K2. Были обнаружены два прохождения 11 апреля с интервалом 4 часа, то же было получено и 17 апреля, но со сдвигом фазы 180° (следствие наклона?) относительно прохождений 11 апреля. Спектр WD 1145+047 показал содержание магния, алюминия, кремния, кальция, железа и никеля. Эти же элементы были обнаружены у белых карликов SDSS J104341.53+085558.2 (SDSS J1043+0855), SDSS J122859.92+104033.0 (WD 1226+110), SBSS 1536+520 (WD 1536+520), GD 40 и SDSS J073842.56+183509.6 (SDSS J0738+1835). Время осаждения этих элементов гораздо меньше времени охлаждения белого карлика (224 млн лет), поэтому эти элементы должны были попасть на поверхность звезды относительно недавно. Это можно считать одним из свидетельств проходящего разрушения каменистой минипланеты, обращающейся вокруг WD 1145+047 и обладающей малой массой 0,000016 M🜨, сопоставимой с массой крупных карликовых планет в Солнечной системе.
Видимая звёздная величина при наблюдении с Земли равна 17,24. Таким образом, объект слишком слабый, чтобы его можно было наблюдать невооружённым глазом.

## Планетная система
В 2015 году была открыта экзопланета WD 1145+017 b. Она меньше, чем любая известная миниземля, похожа на карликовые планеты Солнечной системы. Масса планеты составляет 0,000016 массы Земли (масса Меркурия — 0,055 M🜨, масса Эриды — 0,0028 M🜨, масса Плутона — 0,0022 M🜨). Диаметр планеты составляет около 400 км.
| Планета | Большая полуось | Масса (в земных) | Радиус (в земных) | Эксцентриситет |
| ------- | --------------- | ---------------- | ----------------- | -------------- |
| b       | 0,0054 a.e.     | 0,000016         | 0,03139           | ~89°           |